# Adam Olejniczak (prawnik)
Adam Olejniczak (ur. 16 marca 1952) – polski prawnik, profesor nauk prawnych, specjalista w zakresie prawa cywilnego związany z Wydziałem Prawa i Administracji UAM w Poznaniu, radca prawny.

## Życiorys
Absolwent Wydziału Prawa i Administracji UAM (1973). Studiował prawo europejskie na Uniwersytecie w Nancy (1979–1980), odbył staże naukowe na Uniwersytecie Luksemburskim (1975), w Instytucie Prawa Porównawczego w Paryżu (1986), oraz na Uniwersytecie w Rennes (1993, 1994, 1998). 
Specjalizuje się w zakresie prawa cywilnego, w szczególności prawa zobowiązań. Stopień doktora uzyskał w 1978 roku na podstawie pracy Udzielenie rozwodu w polskim prawie rodzinnym. Analiza przesłanek materialno-prawnych. Habilitował się w 1995 na podstawie oceny dorobku naukowego i rozprawy Transakcje kompensacyjne w handlu międzynarodowym. Studium cywilnoprawne. Tytuł naukowy profesora nauk prawnych został mu nadany w 2015. W latach 1997–2005 był radcą prawnym. 
Zajmował stanowiska asystenta (1973), adiunkta (1979), profesora nadzwyczajnego (1996), profesora zwyczajnego (od 2016). Pełnił funkcję prodziekana Wydziału Prawa i Administracji (1996–2002), a od 2012 pełni funkcję kierownika Katedry Prawa Cywilnego, Handlowego i Ubezpieczeniowego. Pracuje także jako profesor w Katedrze Prawa Cywilnego na Wydziale Prawa i Administracji Uczelni Łazarskiego. Pełni funkcję pełnomocnika rektora Uczelni Łazarskiego ds. mediacji. Wykładał także na warszawskiej Wyższej Szkole Zarządzania i Prawa im. Heleny Chodkowskiej oraz Wyższej Szkole Zarządzania i Bankowości w Poznaniu. Od 2005 członek Stowarzyszenia Naukowego Prawa Prywatnego.
Członek Komisji Dyscyplinarnej przy Radzie Głównej Szkolnictwa Wyższego (1996−1999), komisji egzaminacyjnych do spraw aplikacji przy Ministrze Sprawiedliwości: aplikacji radcowskiej (2006−2007) oraz aplikacji notarialnej (2008−2016), zespołów problemowych Komisji Kodyfikacyjnej Prawa Cywilnego działającej przy Ministrze Sprawiedliwości (2007−2015), zespołu specjalistycznego do oceny czasopism naukowych przy Ministrze Nauki i Szkolnictwa Wyższego (2012−2016), Kolegium Prokuratorii Generalnej Rzeczypospolitej Polskiej (od 2017). 
Laureat nagród Ministra Nauki, Szkolnictwa Wyższego i Techniki (1981) oraz zespołowej Ministra Edukacji Narodowej i Sportu (2003). Odznaczony m.in. Medalem Komisji Edukacji Narodowej (2004) oraz Złotym Medalem za Długoletnią Służbę (2016).

## Życie prywatne
Jego dziadkiem był Emanuel Twórz – lekarz, doktor nauk medycznych, uczestnik powstania wielkopolskiego.

## Wybrane publikacje
- "Materialnoprawne przesłanki udzielenia rozwodu", Poznań 1980
- "Transakcje kompensacyjne w handlu międzynarodowym: studium cywilnoprawne", Poznań 1994
- "Prawo cywilne – część ogólna : zarys wykładu", Warszawa 1997
- "Zobowiązania : część ogólna", Warszawa 2006.
- "Dodatkowe zastrzeżenia umowne", w: System Prawa Prywatnego. Prawo zobowiązań – część ogólna, Tom 5, red. K. Osajda, C.H. Beck, Warszawa 2020.
- ponadto artykuły publikowane w czasopismach prawniczych, m.in. w "Ruchu Prawniczym, Ekonomicznym i Socjologicznym" oraz "Państwie i Prawie"[5]